# Xã Cokato, Quận Wright, Minnesota
Xã Cokato (tiếng Anh: Cokato Township) là một xã thuộc quận Wright, tiểu bang Minnesota, Hoa Kỳ. Năm 2010, dân số của xã này là 1.311 người.